# 루이스 바이히만
루이스 J. 바이히만(Louis J. Weichmann, 1843년 9월 29일~1902년 6월 5일)은 미국 링컨 대통령 암살 사건의 공모자 재판에서 검찰 측의 핵심 증인 중 한 명이었다. 이전에, 그도 매리 수랏의 집에 하숙을 했던 전력으로 용의자로 의심을 받았었다.

## 어린 시절
바이히만은 메릴랜드주 볼티모어에서 독일계 이민자의 후손으로 태어났다. 성은 원래 비에히만(Wiechmann)이었지만, 미국으로 이민을 온 많은 이들처럼 철자를 조정했다. 그의 부친인 요한은 루터교를 믿는 사람이었고, 모친 마리아는 가톨릭 교도였다. 요한 바이히만은 교역을 하는 재단사였으며, 아내와 5명의 자식들과 워싱턴 D.C. 의 볼티모어 근처로 이사를 해왔다가, 이후에 펜실베이니아 필라델피아로 옮겨갔고, 루이스는 아래에 언급된 자서전에서 센트럴 하이 스쿨에 입학을 했다고 주장하고 있다. 센트럴 하이 스쿨의 기록에는 루이스 바이히만이라는 이름을 가진 졸업생은 존재하지 않는다. 그는 자서전 《1865년 링컨 암살과 공모자들의 진실한 역사》(True History of the Assassination of Abraham Lincoln and of the Conspiracy of 1865)에서 자신은 약사가 되기를 원했지만, 모친의 끈질긴 설득으로 마지못해 로마 가톨릭 성직자가 되기 위해 공부하는데 동의를 했다고 쓰고 있다. 17세의 나이로, 매릴랜드 주에 있는 세인트찰스 대학교에 있는 신학과에 입학을 하였다. 그곳에서 그는 동료 신학생 존 수랏 주니어를 만나게 된다. 그들의 우정은 두 사람 모두에게 예측못할 결과를 가져오게 된다.
1862년, 남북 전쟁이 발발한 지 1년 뒤에, 루이스 바이히만과 존 수랏 모두 성직자가 되지 않고 학교를 떠났다. 바이히만은 워싱턴 D.C.로 가서 소년을 위한 세인트 매튜 기관에서 2년동안 학생들을 가르친다. 1864년 이곳을 떠난 뒤에, 그는 에드윈 스탠턴 장관이 이끄는 전쟁국의 서기가 되었다. 그러는 동안 수랏은 급사이자, 남군의 비밀 요원이 되어 있었다. 존 수랏과의 예전의 우정으로 인해, 바이히만은 수랏의 어머니 매리 수랏이 운영하는 워싱턴 D.C.에 있는 하숙집에 숙박을 하게 된다. 이것은 링컨 암살 사건의 주요 공범과 접촉을 하게 되는 결과를 가져왔다. 공범자 재판에서 바이히만의 증언에 따르면, 존 윌크스 부스, 데이빗 헤럴드, 루이스 페인, 조지 애체롯, 존 수랏 주니어 그리고 다른 이들이 지속적으로 매리 수랏의 하숙집에서 만났다는 것이다.
바이히만은 1865년 4월 14일 링컨 대통령이 저격을 당하던 날 그는 매리 수랏과 함께 수랏빌(현재의 메랠린드 주 클린턴)에 있는 그녀의 다른 집으로 함께 가서, 그곳에서 그녀는 부스가 암살 이후 받았던 물품들을 전달했다고 증언했다. 그는 매리 수랏이 암살 당일에 존 윌크스 부스와 세 차례 이상 만났다고 추가로 증언을 했다. 링컨 대통령이 죽던 날 밤 부스의 다리를 치료했던, 그리고 공범들과 전혀 알지 못했다고 말했던 새뮤얼 머드 박사는 바이히만의 증언에 의해 그 사건과 관련되었음이 밝혀져 유죄 판결을 받았다. 존 수랏과 같이 일을 하며, 장애물을 뚫고 달렸던 오거스터 하우웰은 그 재판동안 바이히만이 전쟁국에서 자신의 지위를 이용하여 분류된 정보를 남군에게 제공했다고 주장했다. 전하는 바에 의하면, 그는 리치먼드 남부 연합군 정부에서 정보를 넘겨주는 대가로 보다 나은 직장을 찾고 있었다고 한다. 그러나 이러한 고발들은 입증되지 않았다.

## 말기
말기에 바이히만은 인디애나주 앤더슨으로 이사를 갔으며, 그곳에서 비즈니스 스쿨을 개원했다. 성직자인 그의 형제들 중 한 명과 그의 2 자매들이 그곳에 이사를 해서 정착했다. 증언의 진실성과 동기로 인해, 바이히만은 많은 사람들에 의해 논쟁적인 인물이 되었으며, 배척을 받았다. 매리 수랏이 미국 연방 정부에 의해 재판에서 법정 최고형을 판결받고, 여성 최초로 사형을 당한 것은 그에 대한 반감을 가져왔다. 또한 가톡릭의 음모를 링컨의 죽음과 연계시키려는 시도를 한 강력한 반가톨릭 정서도 있었다.
부분적으로 이러한 이유로, 그가 죽기 전에 링컨 암살 사건과 관련된 모든 증언들이 모두, 전적으로 사실이라는 재확인을 서류로 받았다. 그년 몇 일 후 앤더슨에서 사망을 하고, 그곳의 쎄인트 매리 묘지에 묻혔다. 공범재판에서 바이히만이라는 철자의 사용으로, 그의 모든 공직과 책 저자로서의 이름, 원래의 성은 그의 묘지석에나 볼 수 있었다.

## 전기
- Weichmann, Louis J. A True History of the Assassination of Abraham Lincoln and of the Conspiracy of 1865 (1975)